# Centurias de Magdeburgo

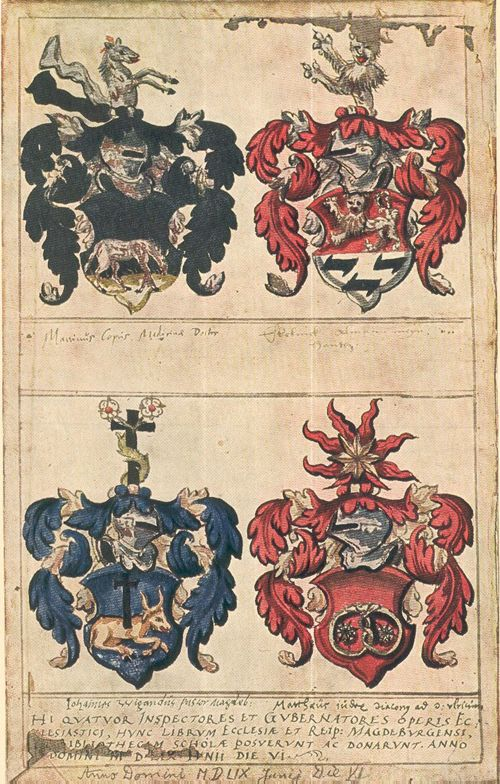
Ex libris de una copia perdida de las Centurias.

Se llama Centurias de Magdeburgo (Ecclesiastica Historia o Magdeburger Centurien) a un cuerpo de historia eclesiástica compuesto por cuatro luteranos de Magdeburgo que la empezaron en el año 1560. 
Estos cuatro autores son: 
- Matías Flaccio, por sobrenombre Illyrico
- Juan Wigam
- Mateo Lejudin
- Basilio Fabert

A éstos, añaden unos a Nicolás Galsus y otros a Andres Corvino. Illyrico dirigía la obra y los otros trabajaban bajo su dirección. Se la ha continuado hasta el siglo XVII.
Cada centuria contiene las cosas notables que pasaban en un siglo. Esta compilación exigió mucho trabajo mas no es una historia fiel, ni exacta, ni bien escrita. El fin de los centuriadores era el atacar a la Iglesia romana, establecer la doctrina de Lutero y desacreditar a los PP. y a los teólogos católicos. El cardenal Baronio emprendió sus Anales eclesiásticos para oponerlos a las centurias. 
Se ha echado en cara a Baronio demasiada credulidad y falta de crítica. Los que él refuta pecaron por el exceso contrario: rechazaron y censuraron todo lo que les incomodaba. El Padre Pagi, franciscano, Isaac Casaubon, el cardenal Noris, Tillemont, el cardenal Orsi, etc., notaron las fallas de Baronio y se han reunido sus observaciones en una edición de los Anales eclesiásticos publicados en Lucques. Por el contrario, las tesis de los centuriadores han sido repetidas, comentados, y amplificados por la mayor parte de los escritores protestantes y por los incrédulos sus copistas. 